# اليوم الدولي للتسامح
اليوم الدولي للتسامح (بالإنجليزية: International Day for Tolerance)‏ هو يوم دعت إليه عام 1996 الجمعية العامة للأمم المتحدة الدول الأعضاء إلى الاحتفال به في 16 نوفمبر، من خلال القيام بأنشطة ملائمة توجه نحو كل من المؤسسات التعليمية وعامة الجمهور (القرار51/95، بتاريخ 12 ديسمبر). وجاء هذا الإجراء في أعقاب إعلان الجمعية العامة في عام 1993 بأن يكون عام 1995 سنة الأمم المتحدة للتسامح (القرار 48/126). وأعلنت هذه السنة بناء على مبادرة من المؤتمر العام لليونسكو في 16 نوفمبر 1995، حيث اعتمدت الدول الأعضاء إعلان المبادئ المتعلقة بالتسامح و خطة عمل متابعة سنة الأمم المتحدة للتسامح . توجز وثيقة نتائج مؤتمر القمة العالمي لعام 2005 (A/RES/60/1)، التزام الدول الأعضاء والحكومات بالعمل على النهوض برفاه الإنسان وحريته وتقدمه في كل مكان، وتشجيع التسامح والاحترام والحوار والتعاون فيما بين مختلف الثقافات والحضارات والشعوب.

## انظر ايضا
- التثقيف في مجال حقوق الإنسان
- التسامح
- UNESCO-Madanjeet Singh Prize
- عام الأمم المتحدة للتسامح
- List of international days
- المؤتمر العالمي لمكافحة العنصرية

## روابط خارجية
صفحة اليوم الدولي للتسامح بموقع الأمم المتحدة